# Coupesarte
Coupesarte ist eine ehemalige französische Gemeinde mit zuletzt 43 Einwohnern (Stand 1. Januar 2016) im Département Calvados in der Region Normandie.
Die Gemeinde Coupesarte wurde am 1. Januar 2017 mit 13 weiteren Gemeinden, namentlich Les Authieux-Papion, Crèvecœur-en-Auge, Croissanville, Grandchamp-le-Château, Lécaude, Magny-la-Campagne, Magny-le-Freule, Le Mesnil-Mauger, Mézidon-Canon, Monteille, Percy-en-Auge, Saint-Julien-le-Faucon und Vieux-Fumé zur neuen Gemeinde Mézidon Vallée d’Auge zusammengeschlossen.

## Geografie
Nachbargemeinden von Coupesarte waren Lessard-et-le-Chêne im Nordosten, Le Mesnil-Durand im Osten, Saint-Martin-du-Mesnil-Oury im Südosten, Castillon-en-Auge im Südwesten, Vieux-Pont-en-Auge im Westen und Saint-Julien-le-Faucon im Nordwesten.

## Kultur und Sehenswürdigkeiten
Kirche Saint-Cyr
In der Kirche Saint-Cyr aus dem 13. Jahrhundert befinden sich ein Altar, ein Altarretabel und ein Gemälde aus der ersten Hälfte des 18. Jahrhunderts, die als Monument historique klassifiziert sind.
Manoir de Coupesarte
Das Manoir, das von Wassergräben umgeben ist, wurde im 15. Jahrhundert errichtet. Die zu dem Herrenhaus gehörenden landwirtschaftlichen Gebäude wurden im 17. Jahrhundert gebaut.

## Bevölkerungsentwicklung
| Jahr      | 1962 | 1968 | 1975 | 1982 | 1990 | 1999 | 2008 | 2016 |
| Einwohner | 72   | 71   | 55   | 48   | 51   | 49   | 41   | 43   |